# Фултон (округ, Нью-Йорк)
Шаблон:StateAbbr_ 43°07′ пн. ш. 74°25′ зх. д. / 43.11° пн. ш. 74.42° зх. д.
Округ Фултон (англ. Fulton County) — округ (графство) у штаті Нью-Йорк, США. Ідентифікатор округу 36035.

## Історія
Округ утворений 1838 року.

## Демографія
За даними перепису
2000 року
загальне населення округу становило 55073 осіб, зокрема міського населення було 27299, а сільського — 27774.
Серед мешканців округу чоловіків було 27130, а жінок — 27943. В окрузі було 21884 домогосподарства, 14520 родин, які мешкали в 27787 будинках.
Середній розмір родини становив 2,94.
Віковий розподіл населення поданий у таблиці:
| Стать    | До 15 років | 15-21 | 22-29 | 30-39 | 40-49 | 50-65 | 65-85 | Понад 85 |
| -------- | ----------- | ----- | ----- | ----- | ----- | ----- | ----- | -------- |
| Чоловіки | 5653        | 2764  | 2368  | 4068  | 4173  | 4451  | 3301  | 352      |
| Жінки    | 5274        | 2408  | 2258  | 3948  | 4192  | 4536  | 4432  | 895      |

## Суміжні округи
- Гамільтон — північ
- Саратога — схід
- Монтгомері — південь
- Геркаймер — захід

## Виноски
1. ↑  U.S. Decennial Census. United States Census Bureau. Архів оригіналу за 26 квітня 2015. Процитовано 4 січня 2015.
2. ↑  Historical Census Browser. University of Virginia Library. Архів оригіналу за 11 серпня 2012. Процитовано 4 січня 2015.
3. ↑  Population of Counties by Decennial Census: 1900 to 1990. United States Census Bureau. Процитовано 4 січня 2015.
4. ↑  Census 2000 PHC-T-4. Ranking Tables for Counties: 1990 and 2000 (PDF). United States Census Bureau. Процитовано 4 січня 2015.
5. ↑  State & County QuickFacts. United States Census Bureau. Архів оригіналу за 7 червня 2011. Процитовано 11 жовтня 2013. [Архівовано 2011-06-07 у Wayback Machine.](англ.) Наведено за англійською вікіпедією.
6. ↑  American FactFinder. Бюро перепису населення США. Архів оригіналу за 26 лютого 2012. Процитовано 31 січня 2008. [Архівовано 2008-05-21 у Wayback Machine.]

| США | Це незавершена стаття з географії США. Ви можете допомогти проєкту, виправивши або дописавши її. |